# طيور ناطقة
الطُيورُ النَاطقة هي تلكَ الطيور القادرة على تقليد كلام البشر، وهي طيورٌ تَتَمتع بمقاديرَ مُختلفة من الذكاء والمَقدرة على التواصل: فبعضها، كالغربان والزيغان، فائقةُ الذكاء وقادرةٌ على تقليد بعض الكلمات والجُمَل، أما بعضها الآخر كببغاوات الأمازون، فقد أظهرت مَقدرةً على حفظ مُصطلحاتٍ كثيرة وصلت إلى ما يقرب من ألفيّ كلمة. من الطيور المنزليَّة المعروفة بتقليدها لأصوات أصحابها من الإنس: مينة التلال المألوفة، المشهورة بقدرتها على النطق، وكذلك قريبها الزرزور الأوروبي القادر على مُحاكاة بعض الأصوات. يُعرَفُ أن بعض ببغاوات الكوكاتو البريَّة في أستراليا قد تعلَّمت بعض الكلمات البشريَّة من طيورٍ كانت أسيرة وأُطلقت عمدًا أو هربت بنفسها، واندمجت في السرب البرّي.

## ببغاوات الدرَّة

### سپاركي ويليامز

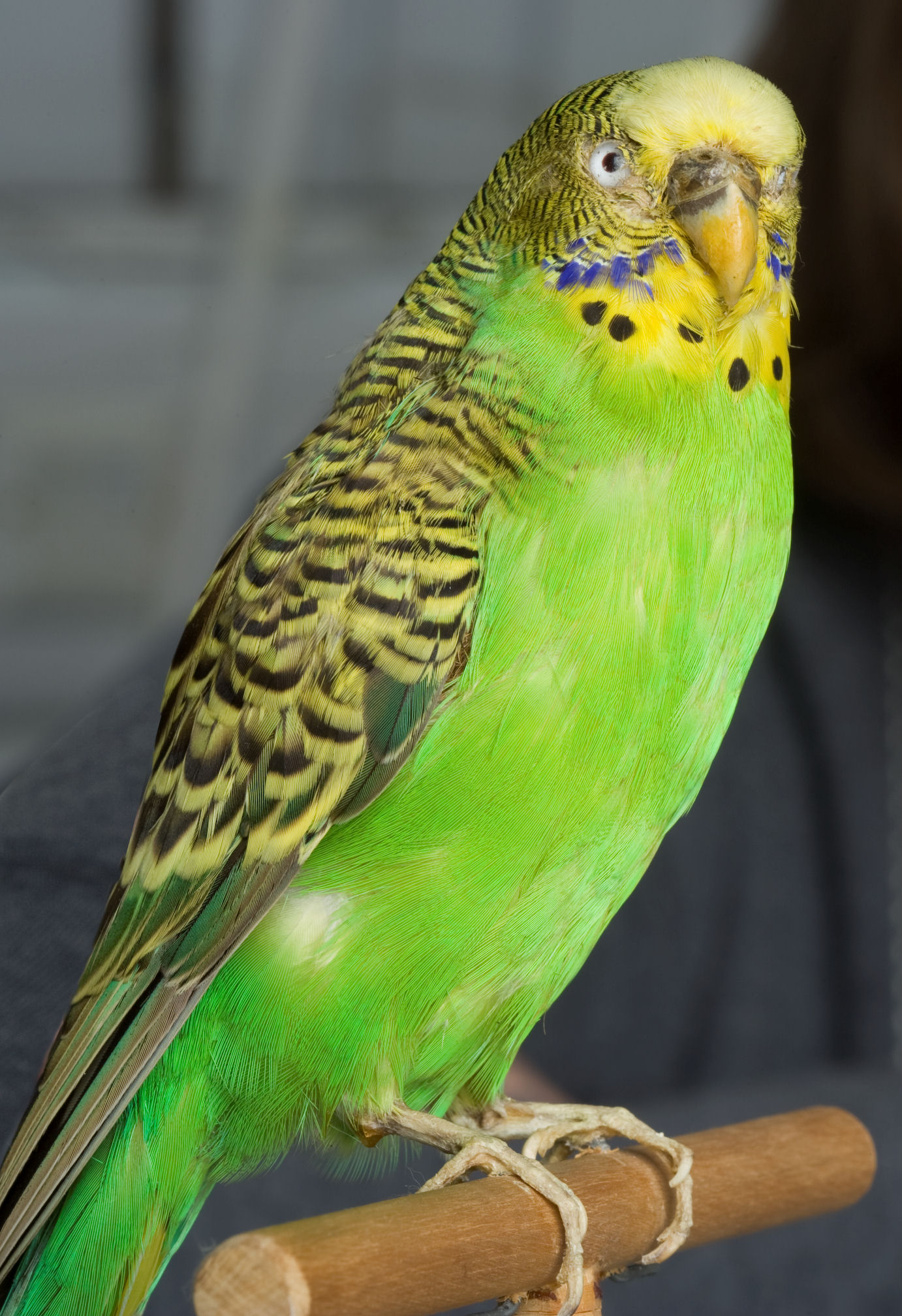
سپاركي ويليامز مُحنَّطًا.

كان هذا الطائر قد حَفظ مُعجم كلماتٍ بلغ عددها 500 كلمة، كما حفظ ثمان أغانٍ للأطفال، وأصبح مشهورًا على المستوى المَحلّي في بريطانيا، بعد أن ظهر على غلاف إحدى مُعلبات حبوب الطيور، وسُجّلت له شرائط أغانٍ بيع منها 20,000 نسخة.
فاز ويليامز بجائزة طيور القفص الناطقة العالميَّة، التي نظمتها شبكة قنوات بي بي سي، وذلك خلال شهر يوليو من عام 1958. وقد بلغ من شدّة إتقانه الكلام أن مُنعَ من المُشاركة ثانيةً في البرنامج ليفسح المجال أمام غيره من الطيور، التي كان من الواضح أنها لن تقدر على مُنافسته. حُنِّط ويليامز بعد نفوقه وعُرض في متحف هانكوك بمدينة نيوكاسل.

### پوك
هو ذكرُ درّة كان يمتلكه أمريكيٌّ يُدعى كميل جوردن، دخل إلى موسوعة گينيس للأرقام القياسية عام 1995 بصفته الطائر صاحب أكبر مُعجم، إذ بلغ تعداد المُفردات التي حفظها قبل نفوقه، 1,728 مُفردة ومُصطلح.

## الببغاوات الرماديَّة الأفريقيَّة

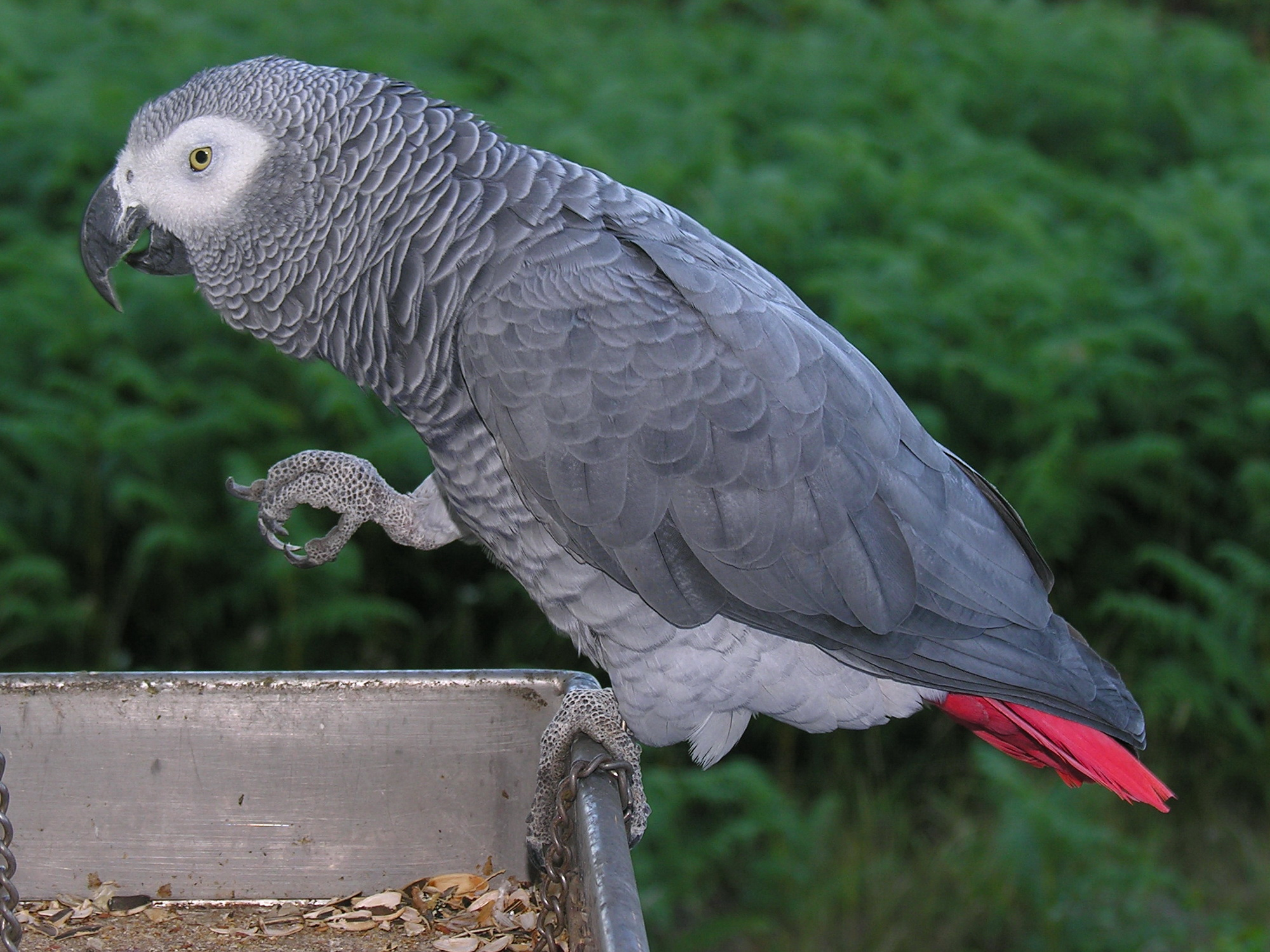
ببغاء رمادي أفريقي.

تشتهر الببغاوات الرماديَّة الأفريقيَّة بقدرتها على تقليد الأصوات البشريَّة، ولعلّها أكثر الطيور مُقلّدة الأصوات شُهرةً بين الناس. من أبرز الببغاوات الرماديَّة الأفريقيَّة الناطقة: ألكس، وپرودل، ونكيز، ونجمٌ صاعدٌ جديد يُعرف باسم «أينشتاين».

### ألكس
كان هذا الببغاء قد حفظ حوالي 100 كلمة فقط، فلم يكن أكثر تميزًا عن غيره من الببغاوات من هذه الناحيَة، لكن ما ميَزه كان مقدرته على حل المُعضلات. ففي سنة 2005 أفاد الخُبراء أن ألكس أدركَ مفهوم الصفر. نفق هذا الطائر في السادس من سبتمبر سنة 2007.

### پرودل
قبع هذا الببغاء في المركز الأوَّل في موسوعة گينيس للأرقام القياسية بصفته الطائر صاحب أكبر مُعجم كلمات في العالم على مدى عدّة سنوات، برصيدٍ بلغ 800 كلمة.

### نكيز
يشتهر نكيز بقدرته الهائلة على استخدام كلمات وجُمل إنگليزيَّة في سياقها الصحيح، وقد بلغ رصيده من المُصطلحات 950 كلمة اعتبارًا من شهر يناير من عام 2004، كما أظهر علاماتٍ تُشير إلى حسٍ فُكاهي. يُعتقد أن نكيز هو أحد أكثر الحيوانات إدراكًا للغة البشريَّة وقُدرةً على استخدامها والتعبير بواسطتها، في العالم أجمع.

### أينشتاين
ظهرت هذه الببغاء في برامج عَديدة على شاشة التلفاز، واشتهر بقدرته على إعادة تشكيل الإصوات وإصدارها، بما فيها الكلام البشري. تُظهرُ بَعض مقاطع الڤيديو المُصوَّرة أينشتاين وهي تُقلّدُ صوت شُعاع الليزر وضحكةً شريرة، وقد دُرِّبت على يد المُربيّة ستيفاني وايت.

### بيبي
تُعرف بيبي، وهي ببغاء أفريقية رماديَّة كونغوليَّة، بقدرتها على نطق تحيَّات من 20 لُغة، الأمر الذي جعل البعض يُطلق عليها «الببغاء مُتعددة اللغات». حفظت بيبي، وهي ما زالت تبلغ من العُمر ثلاث سنواتٍ فقط، حوالي 300 كلمة، كما استوعبت مفهوم اللون والشكل الخارجي للأجسام.

## الأمازونيَّات
كثيرٌ من أنواع الأمازونيَّات (وبالأخص تلك صفراء الرأس) قادرةٌ على التحدّث بطلاقة. ومن أبرز الأنواع المعروفة بنُطقها الواضح: صفراء قفا العنق، ومزدوجة صفار الرأس، وصفراء التاج، والپناميَّة.

## ببغاوات أخرى
إن أكثر أنواع الببغاوات قادرة على إصدار وتَقليد أصوات البشر، وأغلبها قادرٌ على استعمال جُملٍ في سياقها الصحيح؛ كما يُمكن تلقينها تقليد أيّ صوتٍ آخر سواء أكان بشريًا أو غير بشريّ. من أبرز الببغاوات الأليفة الشهيرة بكلامها الواضح، الپاراكيتات الراهبة.

## مينة التلال المألوفة
يُعرف عن مينات التلال قُدرتها العظيمة على تقليد أصوات مالكيها من البشر، وقد زعم كثيرٌ من الناس أنَّ هذه الطيور هي أفضل من يُقلّد الصوت البشري في العالم أجمع.

## وصلات خارجية
- تسجيلات صوتيَّة لببغاء رمادي أفريقي يتحدث كالبشر.